# Ișcenkivka, Zinkiv
Ișcenkivka (în ucraineană Іщенківка) este un sat în comuna Deikalivka din raionul Zinkiv, regiunea Poltava, Ucraina.

## Demografie
Componența lingvistică a localității Ișcenkivka
     Ucraineană (96%)
     Rusă (4%)
Conform recensământului din 2001, majoritatea populației localității Ișcenkivka era vorbitoare de ucraineană (96%), existând în minoritate și vorbitori de rusă (4%).